# Isokaze
L'Isokaze (磯風? lett. "Vento sulla spiaggia") è stato un cacciatorpediniere della Marina imperiale giapponese, nona unità della classe Kagero. Fu varato nel giugno 1939 dal cantiere navale di Sasebo.
Appartenente alla 17ª Divisione, fu presente alle operazioni anfibie nelle Filippine meridionali, nelle Indie orientali olandesi e al bombardamento di Darwin; scortò le portaerei nipponiche durante la battaglia delle Midway (4-6 giugno 1942) e le battaglie aeronavali collegate alla campagna di Guadalcanal, durante la quale completò comunque missioni del Tokyo Express; ebbe anche parte attiva nello sgombero finale, durante il quale fu danneggiato. Ritornò in prima linea nelle Salomone nel luglio 1943, spesso coinvolto in missioni trasporto truppe, evacuazione o difesa di viaggi del Tokyo Express; combatté così nelle battaglie di Horaniu (17-18 agosto) e di Vella Lavella. Danneggiato piuttosto gravemente da una mina a novembre, tornò in servizio nel gennaio 1944 prevalentemente con compiti di difesa del traffico marittimo e di scorta al naviglio pesante da una base all'altra. Fu presente alla battaglia del Mare delle Filippine (19-20 giugno) ed ebbe un ruolo più attivo nella battaglia del Golfo di Leyte (23-25 ottobre); sopravvisse indenne e rientrò in Giappone a fine anno. Nell'aprile 1945 fu coinvolto nell'operazione Ten-Go e, durante i pesanti attacchi aerei del 7 aprile contro la squadra nipponica di cui faceva parte, fu immobilizzato da una bomba quasi giunta a segno. Lo Yukikaze dovette accogliere a bordo l'equipaggio e affondare il cacciatorpediniere non recuperabile.

## Servizio operativo

### Costruzione
Il cacciatorpediniere Isokaze fu ordinato nell'anno fiscale edito dal governo giapponese nel 1937. La sua chiglia fu impostata nel cantiere navale dell'arsenale di Sasebo il 25 novembre 1938 e il varo avvenne il 19 giugno 1939; fu completato il 30 novembre 1940. La nave formò con i gemelli Urakaze, Tanikaze e Hamakaze la 17ª Divisione cacciatorpediniere, posta alle dipendenze della 1ª Squadriglia della 1ª Flotta.

### 1941-1942
Passato al comando del capitano di fregata Shunichi Toyoshima, l'Isokaze salpò da Saeki con il resto della divisione d'appartenenza il 18 novembre 1941 e arrivò il 22 alla baia di Hitokappu, sull'isola di Etorofu: qui si radunò la 1ª Flotta aerea del viceammiraglio Chūichi Nagumo per effettuare l'attacco di Pearl Harbor. L'Isokaze e i gregari rimasero a protezione delle portaerei nel corso dell'andata, delle operazioni aeree e della traversata di ritorno, conclusasi il 24 dicembre a Kure. L'8 gennaio 1942 l'Isokaze salpò con la divisione sempre per scortare le portaerei, questa volta dirette alla grande base di Truk in pieno oceano e raggiunta il 14; da qui la 1ª Flotta aerea al completo partì il 20 e lanciò un attacco aereo su Rabaul in Nuova Britannia. Tre giorni dopo vigilò sulle sole Akagi e Kaga che lanciarono attacchi a Rabaul e Kavieng, prima di rientrare il 27 a Truk. Tra il 31 gennaio e il 1º febbraio notizie di raid aeronavali statunitensi contro le isole Marshall provocarono la rapida partenza verso est della 1ª Flotta aerea per dare battaglia, ma senza esito. La squadra diresse dunque per le isole Palau, ove si fermò l'8 febbraio per riorganizzarsi, quindi ripartì per condurre il bombardamento di Darwin (Australia) il 19 febbraio; infine gettò le ancore il 21 nella da poco conquistata baia Staring a Celebes. Le scortò pochi giorni dopo nello spostamento a sud dell'isola di Giava per perfezionarne il blocco aeronavale e il 5 marzo, dopo un pesante attacco dei gruppi imbarcati, l'Isokaze fu assegnato alla difesa delle navi da battaglia veloci Kongo e Haruna: le grandi unità bombardarono il 7 l'Isola di Natale e e tornarono indietro con i due cacciatorpediniere, che si fermarono l'11 alla baia Staring. Da qui si preparò con il resto della squadriglia per l'incursione giapponese nell'Oceano Indiano. La flotta salpò il 27 marzo e, nella prima metà di aprile, i velivoli giapponesi colpirono duramente Ceylon, ma la Eastern Fleet britannica non si fece vedere in forze, pertanto Nagumo tornò indietro. Il 10 aprile, proprio in chiusura alle operazioni, l'Isokaze e la 17ª Divisione furono trasferiti all'appena attivata 10ª Squadriglia che rimpiazzava nell'organico della 1ª Flotta aerea la 1ª Squadriglia. Il 27 aprile l'Isokaze tornò finalmente a Kure, attraccò e fu oggetto di approfondita manutenzione. Verso la fine di maggio seguì il resto della flotta d'appartenenza che combatté il grosso della battaglia delle Midway; il cacciatorpediniere contribuì agli sbarramenti contraerei ma poté fare poco quando una quarantina di bombardieri in picchiata crivellò tre delle quattro portaerei presenti. Con l'Hamakaze portò assistenza alla Soryu e recuperò numerosi naufraghi ma, alla fine, eseguì l'ordine di mandarla a fondo con i siluri. Rientrò in Giappone nei giorni successivi.
Il 14 luglio fu notificato il trasferimento dell'Isokaze e del resto della squadriglia alla 3ª Flotta, erede della disarticolata 1ª Flotta aerea e sempre al comando del viceammiraglio Nagumo. L'addestramento della nuova squadra fu interrotto dalla notizia degli sbarchi statunitensi a Guadalcanal; l'8 agosto l'Isokaze fu inviato alla piazzaforte di Rabaul e assunse il ruolo di nave da guardia dell'incrociatore pesante Chokai (ammiraglia dell'8ª Flotta) dal 15 al 23 agosto, giorno nel quale lo lasciò alle isole Shortland: salpò il giorno dopo dallo stesso arcipelago con il Mutsuki, lo Yayoi e il Kawakaze per unirsi in mare al Kagero e condurre così un bombardamento notturno dell'aeroporto Henderson a Guadalcanal. Con gli altri cacciatorpediniere puntò verso nord e si aggregò all'improvvisato convoglio per il controsbarco sull'isola, protetto da una sortita generale della flotta da battaglia. L'ultimo atto della battaglia delle Salomone Orientali, però, vide il 25 agosto la distruzione di uno dei trasporti e il ripiegamento giapponese: l'Isokaze e altri cacciatorpediniere riguadagnarono dunque le isole Shortland, elette a base di partenza per i viaggi del Tokyo Express; tuttavia le missioni del 27 e 28 dovettero essere annullate. Scortato tra il 4 e il 6 settembre un convoglio dall'arcipelago a Rabaul, il 10 l'Isokaze fu inviato con lo Yayoi all'isola Goodenough per trarre in salvo le truppe rimastevi tagliate fuori ma, a causa di un deciso attacco aereo alleato, lo Yayoi colò a picco e l'Isokaze accusò danni leggeri per colpi ravvicinati. L'unità poté solo ritirarsi a Rabaul dove dette notizia di ciò che era successo. Dopo aver trasportato truppe sull'isola di Gizo, tra il 25 e il 27 settembre l'Isokaze fu affiancato dal Mochizuki nella ricerca dei sopravvissuti dello Yayoi, che furono trovati sull'isola Normanby: le due navi tornarono il 30 a Rabaul. Passò il mese di ottobre nei pattugliamenti in forze a nord delle isole Salomone; durante la battaglia delle isole Santa Cruz navigò con la "Forza avanzata" del contrammiraglio Hiroaki Abe, ma non ebbe ruoli particolari. Tornò a Truk e ne partì il 2 novembre di scorta alla danneggiata portaerei Zuiho e all'incrociatore pesante Kumano, arrivando il 7 in patria per raddobbo. Dal 22 novembre sotto la guida del capitano di corvetta Junnari Kamiura, salpò il 30 con la 5ª Divisione incrociatori (Myoko, Haguro) impegnata a trasportare truppe a Rabaul, prima di fermarsi a Truk il 10. Tra il 16 e il 20 fu in mare con l'incrociatore leggero Agano e l'Hamakaze per schermare la Junyo, intenta a coprire con i propri velivoli la prima tratta dei convogli diretti a Wewak e Madang; riguadagnò Truk e, fatto rifornimento, partì il 25 alla volta di Rabaul, arrivando il 28.

### 1943
Il 5 gennaio 1943 la 17ª Divisione al completo più il Maikaze presero il mare da Rabaul per accompagnare un convoglio a Lae in Nuova Guinea e l'operazione riuscì, pur a prezzo di due trasporti affondati in attacchi aerei. L'Isokaze e il Maikaze sventarono inoltre l'attacco del sommergibile USS Argonaut e lo affondarono il 10 gennaio poco prima di rientrare a Rabaul. Si spostarono poi alle Shortland da dove l'Isokaze e le unità gregarie compirono missioni del Tokyo Express verso Guadalcanal (durante la quale l'Isokaze fu mancato di poco da alcune bombe e accusò danni superficiali), Kolombangara e Rekata a Santa Isabel. Parteciparono quindi al primo e secondo sgombero della guarnigione da Guadalcanal (1º e 4 febbraio); il 7 febbraio, invece, l'Isokaze vigilò sul ritiro del presidio giapponese delle isole Russell e questa volta gli aerei statunitensi piazzarono ordigni a cavallo della prua, pur senza colpirlo direttamente: il cacciatorpediniere lamentò danni di media entità e dieci morti. Fu capace di ripiegare alle Shortland e quindi a Rabaul, dove tra il 9 e il 27 febbraio fu sommariamente riparato; altri interventi furono eseguiti a Truk dall'inizio di marzo. Il 22 del mese fu aggregato a una nave trasporto per aerei che stava tornando in Giappone. L'Isokaze arrivò senza incidenti a Kure la settimana successiva e vi rimase sino all'8 luglio per un raddobbo completo. Gli interventi si estesero alla contraerea: il cacciatorpediniere rinunciò agli impianti binati di cannoni Type 96 da 25 mm per due installazioni triple; una coppia di Type 96 fu invece aggiunta davanti alla torre di comando, su una piattaforma appositamente costruita.
Tornato il 15 luglio a Truk con una porzione della flotta da battaglia, l'Isokaze scortò gli incrociatori Mogami, Oyodo, Agano e la nave appoggio idrovolanti Nisshin a Rabaul, dove fecero scendere truppe il 21 luglio. Solo la Nisshin tenne a bordo i rinforzi e ripartì subito con l'Isokaze al seguito: il giorno successivo la portaidrovolanti fu oggetto di un massiccio attacco aereo che la fece colare a picco. L'Isokaze trasse in salvo quanti più uomini possibile e li depose a Rabaul. Salpò poi il 24 con i tre incrociatori con destinazione Truk e, quindi, tornò di nuovo a Rabaul l'8 agosto con la 5ª Divisione incrociatori. Una decina di giorni dopo fu provvisoriamente aggregato alla 3ª Squadriglia del contrammiraglio Matsuji Ijūin, incaricata di difendere un gruppo di naviglio ausiliarie e chiatte che recava modesti rinforzi all'isola di Vella Lavella; i giapponesi furono intercettati nella notte del 17-18 agosto da alcuni cacciatorpediniere statunitensi e l'Isokaze incassò un proietto da 127 mm che, comunque, causò pochi danni. Il 26 agosto contribuì a evacuare la guarnigione di Rekata, che rischiava di essere tagliata fuori dall'avanzata americana nelle Salomone, mentre a settembre compì missioni di trasporto truppe in varie località della Nuova Britannia e dell'isola di Bougainville. Il 28 settembre e il 2 ottobre, invece, costituì parte del picchetto difensivo per le operazioni notturne di sgombero di Kolombangara, anch'essa isolata e lasciata indietro dalle forze statunitensi. La medesima missione diretta a Vella Lavella generò un'altra confusa battaglia nella notte del 6-7 ottobre, vinta dal contrammiraglio Ijūin. L'Isokaze, rimasto indenne, scortò l'8 ottobre l'incrociatore pesante Suzuya fuori da Rabaul e fino a Truk, dove si fermò. Il 17 uscì con il grosso della Flotta Combinata con rotta nord-est, allo scopo di rispondere a preannunciati attacchi della Quinta Flotta statunitense che, però, non si fece vedere; rientrato a Truk, il 1º novembre il capitano Kamiura cedette il comando al capitano di corvetta Saneho Maeda che, subito, salpò con l'Isokaze nel quadro del trasferimento via convoglio della 17ª Divisione fanteria a Kavieng. L'operazione fu funestata da un pesante attacco aereo e, arrivato il 4 novembre a destinazione con una parte del convoglio, l'Isokaze urtò una mina: non affondò e riuscì a trascinarsi di nuovo a Truk, dove la falla fu coperta. Poté così partire con l'altrettanto avariato Shiratsuyu alla volta di Kure, toccata il 18 novembre.

### 1944

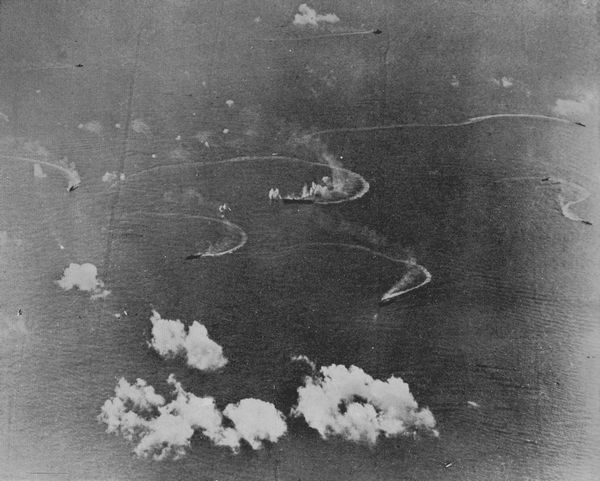
Una parte della flotta giapponese durante la battaglia aeronavale del 19-20 giugno: lIsokaze era tra i cacciatorpediniere posti a difesa delle portaerei, una delle quali è riconoscibile al centro

L'Isokaze rimase in riparazione sino agli inizi del gennaio 1944. Il personale dei cantieri di Kure ne approfittò per rimuovere la torretta sopraelevata di poppa e sostituirla con due installazioni triple di Type 96 da 25 mm; i paramine furono tolti, la riserva di bombe di profondità fu accresciuta a trentasei e furono aggiunte attrezzature per meglio manovrare gli ordigni. Infine sull'albero tripode prodiero fu assicurata una piattaforma per ospitare un radar Type 22 per bersagli navali; l'albero stesso fu rinforzato e alla base fu costruita una piccola camera per gli operatori. Così rimodernato, l'Isokaze fu impegnato dal 6 al 26 gennaio nella difesa dell'incrociatore ausiliario Asaka Maru che, da Yokosuka, fece tappa a Eniwetok, Kwajalein e Truk. Per quasi tutto febbraio, invece, vigilò sul trasferimento di unità della flotta da battaglia alle isole Palau (Truk non era più sicura) e, in un'occasione, anche dalle Palau alle isole Lingga. L'11 marzo lasciò questo arcipelago per scortare un convoglio sino a Davao, raggiunta il 1º aprile. Per i due mesi successivi sembra che l'Isokaze espletò il servizio di difesa del traffico marittimo nel Sud-est asiatico senza particolari avvenimenti. A metà giugno, riunitosi alla 10ª Squadriglia, navigò sino a ovest delle isole Marianne sotto attacco statunitense e partecipò alla disastrosa battaglia del Mare delle Filippine (19-20 giugno), avendo modo di prestare assistenza alla Taiho silurata. Con a bordo parte dei naufraghi, l'Isokaze ripiegò in Giappone con le altre navi fino a Kure. È molto probabile che, in porto, fu rapidamente dotato di ulteriori Type 96 da 25 mm direttamente sul ponte di coperta, in affusti singoli: quattro secondo una fonte, almeno sette per un'altra. L'implementazione di un radar Type 13 per i bersagli aerei (vincolato all'albero di maestra) è certa, ma le fonti indicano genericamente che fu effettuata dopo il giugno 1944.
L'8 luglio partì dalla città assieme ad altri cacciatorpediniere, schermo difensivo per le navi da battaglia Kongo, Nagato e per l'incrociatore Mogami che fecero scendere truppe a Okinawa per poi spostarsi a Manila e, infine, alle Lingga. L'Isokaze e il resto della 17ª Divisione furono rimandati indietro il 12 settembre, presero in carico la 2ª Divisione corazzate (Fuso, Yamashiro) e l'accompagnarono sino all'arcipelago, raggiunto il 4 ottobre. Qui si concentrò l'intera 2ª Flotta, cui era passata la 10ª Squadriglia, in attesa della prossima offensiva statunitense, allo scopo di controbattere con un piano già predisposto e distruggere così l'apparato anfibio avversario; il 18 ottobre, in base a notizie di incursioni preparatorie a Leyte nelle Filippine, la squadra si spostò a Brunei per gli ultimi preparativi e ne salpò il 22, dando inizio alla battaglia del Golfo di Leyte. L'Isokaze sopravvisse al pericoloso passaggio dello Stretto di Palawan e all'attraversamento del Mare di Sibuyan sotto l'imperversare degli attacchi delle portaerei statunitensi. La mattina del 25 ottobre combatté quindi a est dell'isola di Samar contro una parte della Settima Flotta statunitense, in particolare collaborando con lo Yukikaze alla distruzione del cacciatorpediniere USS Johnston. I giapponesi in ultimo ripiegarono dalla zona dello scontro e, durante il viaggio per riguadagnare Brunei, l'Isokaze e lo Yukikaze furono gli unici cacciatorpediniere a rimanere con le superstiti grandi unità della 2ª Flotta (gli altri o erano andati perduti o erano stati distaccati ai comandi nelle Filippine). Fatto rifornimento in navigazione dalla Nagato, l'Isokaze incrociò nel Mar di Sulu con i gregari e le corazzate tra il 9 e il 12 novembre, per dare supporto a distanza all'operazione TA, il concitato invio di convogli alla guarnigione di Leyte. Il 15 novembre la 17ª Divisione fu trasferita agli ordini della 2ª Squadriglia (sempre sottoposta alla 2ª Flotta) e il giorno successivo salpò assieme alle navi da battaglia Yamato, Nagato e Kongo per tornare a Kure; a metà del viaggio la Kongo e l'Urakaze furono però silurati da un sommergibile: l'Isokaze si precipitò a fianco della corazzata in affondamento e ripescò novantuno naufraghi. Kure fu toccata il 24 e, il giorno dopo, la 17ª Divisione seguì la Nagato a Yokosuka. Il 28 lo Isokaze e i gregari salparono per vigilare sulla nuova portaerei Shinano che doveva raggiungere il Mare interno di Seto; nuovamente un battello subacqueo statunitense colò a picco la grande unità e i cacciatorpediniere poterono solo trarre in salvo i naufraghi. Il 31 dicembre la 17ª Divisione tutta partì da Moji per scortare un convoglio diretto a Formosa.

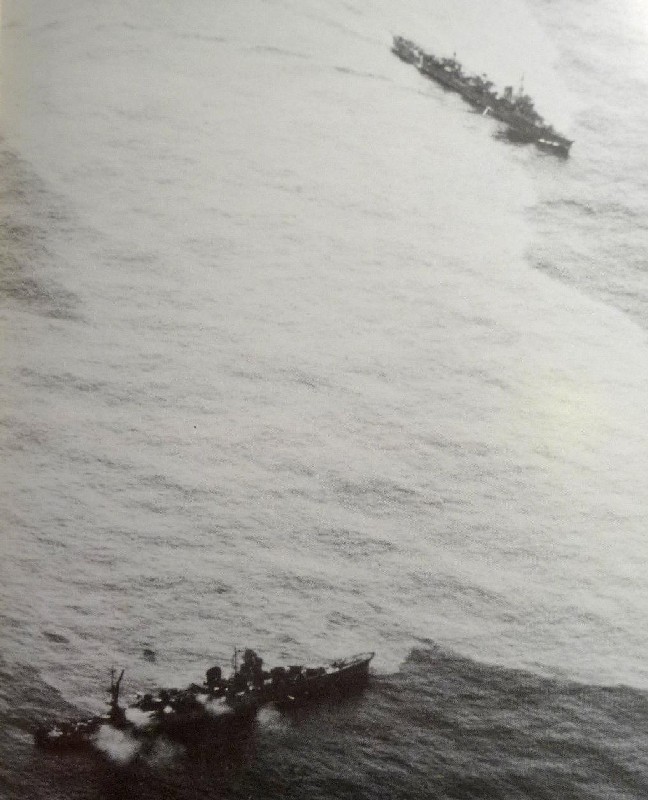
L'Isokaze il 7 aprile 1945, poco prima di essere messo fuori combattimento; in basso è l'incrociatore Yahagi

### 1945 e l'affondamento
Il convoglio arrivò senza particolari problemi a destinazione ma, l'8 gennaio, l'Isokaze fu distaccato per accompagnare l'Hamakaze, danneggiato da una collisione, all'ancoraggio di Mako. Rimase quindi a difesa della portaerei Ryuho da Kirun fino a Kure, raggiunta il 18 gennaio. Da allora rimase nel Mare interno di Seto dapprima per un raddobbo generale, poi in addestramento con il resto della divisione, divenendone anche ammiraglia. Solo una fonte parla, per questo periodo, dell'aggiunta di dieci cannoni Type 96 da 25 mm e di quattro mitragliatrici pesanti Type 93 da 13,2 mm, tutte armi su affusto individuale.
Questa routine si interruppe all'inizio di aprile, subito dopo il grande sbarco statunitense a Okinawa; la Marina imperiale organizzò infatti una disperata sortita generale della molto indebolita 2ª Flotta capeggiata dalla Yamato: lo scopo dell'attacco era far arenare la corazzata e le navi che l'accompagnavano a Okinawa (l'incrociatore leggero Yahagi e otto cacciatorpediniere, compreso l'Isokaze e il resto della 17ª Divisione), in modo tale da appoggiare la guarnigione con i cannoni di bordo. Sembra anche che ulteriore obiettivo fosse attirare quanto più possibile delle forze aeree imbarcate americane per sgombrare il campo a un pianificato, massiccio attacco kamikaze. La missione cominciò il 6 aprile ma già il 7 la squadra giapponese fu oggetto di reiterati attacchi dei velivoli imbarcati statunitensi. L'Isokaze riuscì a superare le prime ondate di apparecchi nemici e tentò di aiutare il conduttore di flottiglia, l'incrociatore Yahagi già crivellato da bombe e siluri. Tuttavia, alla fine, fu quasi centrato da una grossa bomba verso prua; l'esplosione in acqua fu comunque sufficiente a mettere fuori uso il timone e schegge e mitragliamenti successivi uccisero venti membri dell'equipaggio. Il capitano Maeda, il capitano di vascello Kiichi Shintani comandante della 17ª Divisione e altri 284 uomini (compresa una sessantina di feriti) furono raccolti dal pressoché indenne Yukikaze che, non potendo salvare l'Isokaze, lo bersagliò con le artiglierie di bordo. Il cacciatorpediniere sprofondò 150 miglia a sud-ovest di Nagasaki (30°27′36″N 128°55′12″E).
Il 25 maggio 1945 l'Isokaze fu depennato dalla lista del naviglio in servizio.